# Tobia Aun
Tobia Aun (* im Libanon; † nach 1870) war erster Erzbischof der maronitischen Erzeparchie Beirut.

## Leben
Am 19. März 1841 wurde Tobia Aun zum Bischof geweiht. Die Ernennung zum Erzbischof von Beirut fand im Jahre 1844 statt. Am 9. Februar 1845 erfolgte die feierliche Amtseinführung. Tobia Aun wurde der erste Erzbischof der Erzeparchie Beirut.
Kirchengeschichtlich nahm Tobia Aun als Konzilsvater am I. Vatikanum, welches vom 8. Dezember 1869 bis zum 20. Oktober 1870 andauerte, teil.